# Dronning Annes Krig
Dronning Annes Krig (1702–13) var den anden i en serie af fem fransk og indianske krige udkæmpet mellem Frankrig og England (senere Kongeriget Storbritannien) i Nordamerika om kontrollen med kontinentet og var modparten til den spanske arvefølgekrig i Europa. Ud over de to primære styrker involverede krigen også et antal stammer af oprindelige amerikanere og Spanien, som var allieret med Frankrig.
| Militær | Spire Denne artikel om militær er en spire som bør udbygges. Du er velkommen til at hjælpe Wikipedia ved at udvide den. |